# Canton d'Ouroux-sur-Saône
Le canton d'Ouroux-sur-Saône est une circonscription électorale française du département de Saône-et-Loire.

## Histoire
Un nouveau découpage territorial de Saône-et-Loire entre en vigueur à l'occasion des élections départementales de 2015. Il est défini par le décret du 18 février 2014, en application des lois du 17 mai 2013 (loi organique 2013-402 et loi 2013-403). Les conseillers départementaux sont, à compter de ces élections, élus au scrutin majoritaire binominal mixte. Les électeurs de chaque canton élisent au Conseil départemental, nouvelle appellation du Conseil général, deux membres de sexe différent, qui se présentent en binôme de candidats. Les conseillers départementaux sont élus pour 6 ans au scrutin binominal majoritaire à deux tours, l'accès au second tour nécessitant 12,5 % des inscrits au 1er tour. En outre la totalité des conseillers départementaux est renouvelée. Ce nouveau mode de scrutin nécessite un redécoupage des cantons dont le nombre est divisé par deux avec arrondi à l'unité impaire supérieure si ce nombre n'est pas entier impair, assorti de conditions de seuils minimaux. Dans la Saône-et-Loire, le nombre de cantons passe ainsi de 57 à 29.
Le canton d'Ouroux-sur-Saône est formé de communes des anciens cantons de Saint-Germain-du-Plain (7 communes), de Saint-Martin-en-Bresse (5 communes) et de Chalon-sur-Saône-Sud (3 communes). Il inclut dans les arrondissements de Chalon-sur-Saône et de Louhans. Le bureau centralisateur est situé à Ouroux-sur-Saône.

## Représentation
| Période élective | Période élective | Mandat | Mandat   | Identité            | Nuance | Nuance | Qualité                                                                                |
| ---------------- | ---------------- | ------ | -------- | ------------------- | ------ | ------ | -------------------------------------------------------------------------------------- |
| 2015             | 2021             | 2015   | 2021     | Jean-Michel Desmard |        | LR     | Exploitant agricole Maire d'Ouroux-sur-Saône                                           |
| 2015             | 2021             | 2015   | 2021     | Élisabeth Roblot    |        | LR     | Chef d'entreprise à Saint-Martin-en-Bresse                                             |
| 2021             | 2028             | 2021   | en cours | Jean-Michel Desmard |        | LR     | Conseiller sortant                                                                     |
| 2021             | 2028             | 2021   | en cours | Élisabeth Roblot    |        | HOR    | Conseillère sortante, 10ème Vice-Présidente du conseil départemental Membre d'Horizons |

### Résultats détaillés

#### Élections de mars 2015
À l'issue du 1er tour des élections départementales de 2015, trois binômes sont en ballottage : Brigitte Beal et Alain Doulé (PS, 36,02 %), Jean-Michel Desmard et Élisabeth Roblot (Union de la Droite, 34,26 %) et Christine Leneveu et Alain Taulin (FN, 29,73 %). Le taux de participation est de 53,16 % (6 537 votants sur 12 296 inscrits) contre 50,75 % au niveau départemental et 50,17 % au niveau national.
Au second tour, Jean-Michel Desmard et Élisabeth Roblot (Union de la Droite) sont élus avec 37,51 % des suffrages exprimés et un taux de participation de 56,83 % (2 503 voix pour 6 972 votants et 12 269 inscrits).

#### Élections de juin 2021
Le premier tour des élections départementales de 2021 est marqué par un très faible taux de participation (33,26 % au niveau national). Dans le canton d'Ouroux-sur-Saône, ce taux de participation est de 34,14 % (4 352 votants sur 12 749 inscrits) contre 32,7 % au niveau départemental. À l'issue de ce premier tour, deux binômes sont en ballottage : Jean-Michel Desmard et Élisabeth Roblot (DVD, 75,98 %) et Valérie Deloge et Alain Taulin (RN, 24,02 %).
Le second tour des élections est marqué une nouvelle fois par une abstention massive équivalente au premier tour. Les taux de participation sont de 34,36 % au niveau national, 33,9 % dans le département et 35,73 % dans le canton d'Ouroux-sur-Saône. Jean-Michel Desmard et Élisabeth Roblot (DVD) sont élus avec 77,06 % des suffrages exprimés (3 259 voix pour 4 556 votants et 12 750 inscrits),,.

## Composition
Le canton d'Ouroux-sur-Saône comprend quinze communes entières.
| Nom                                      | Code Insee | Intercommunalité      | Superficie (km2) | Population (dernière pop. légale) | Densité (hab./km2) | Modifier                                    |
| ---------------------------------------- | ---------- | --------------------- | ---------------- | --------------------------------- | ------------------ | ------------------------------------------- |
| Ouroux-sur-Saône (bureau centralisateur) | 71336      | CC Terres de Bresse   | 22,62            | 3 183 (2022)                      | 141                | modifier les données · modifier les données |
| L'Abergement-Sainte-Colombe              | 71002      | CC Terres de Bresse   | 19,53            | 1 235 (2022)                      | 63                 | modifier les données · modifier les données |
| Allériot                                 | 71004      | CC Saône Doubs Bresse | 13,46            | 1 162 (2022)                      | 86                 | modifier les données · modifier les données |
| Baudrières                               | 71023      | CC Terres de Bresse   | 27,00            | 1 007 (2022)                      | 37                 | modifier les données · modifier les données |
| Châtenoy-en-Bresse                       | 71117      | CA Le Grand Chalon    | 6,69             | 1 098 (2022)                      | 164                | modifier les données · modifier les données |
| Guerfand                                 | 71228      | CC Saône Doubs Bresse | 6,44             | 226 (2022)                        | 35                 | modifier les données · modifier les données |
| Lans                                     | 71253      | CA Le Grand Chalon    | 8,11             | 945 (2022)                        | 117                | modifier les données · modifier les données |
| Lessard-en-Bresse                        | 71256      | CC Terres de Bresse   | 8,20             | 562 (2022)                        | 69                 | modifier les données · modifier les données |
| Montcoy                                  | 71312      | CC Saône Doubs Bresse | 9,06             | 241 (2022)                        | 27                 | modifier les données · modifier les données |
| Oslon                                    | 71333      | CA Le Grand Chalon    | 4,76             | 1 221 (2022)                      | 257                | modifier les données · modifier les données |
| Saint-Christophe-en-Bresse               | 71398      | CC Terres de Bresse   | 20,39            | 1 054 (2022)                      | 52                 | modifier les données · modifier les données |
| Saint-Germain-du-Plain                   | 71420      | CC Terres de Bresse   | 19,31            | 2 346 (2022)                      | 121                | modifier les données · modifier les données |
| Saint-Martin-en-Bresse                   | 71456      | CC Saône Doubs Bresse | 34,59            | 1 902 (2022)                      | 55                 | modifier les données · modifier les données |
| Tronchy                                  | 71548      | CC Terres de Bresse   | 7,76             | 241 (2022)                        | 31                 | modifier les données · modifier les données |
| Villegaudin                              | 71577      | CC Saône Doubs Bresse | 8,96             | 218 (2022)                        | 24                 | modifier les données · modifier les données |
| Canton d'Ouroux-sur-Saône                | 7124       |                       | 216,88           | 16 641 (2022)                     | 77                 | modifier les données                        |

## Démographie
En 2022, le canton comptait 16 641 habitants, en évolution de +1,27 % par rapport à 2016 (Saône-et-Loire : −1,06 %, France hors Mayotte : +2,11 %).
| 2013   | 2018   | 2022   |
| ------ | ------ | ------ |
| 16 110 | 16 404 | 16 641 |